# Neva Raphaello
Neva Raphaello (* 1915 in Sintra (Portugal); † 1975 in England) war eine britische Jazz- und Bluessängerin portugiesischer Herkunft.

## Leben und Wirken
Raphaello kam als Kind mit ihren Eltern nach Evesham. Bald sang sie in einem Kirchenchor und lernte Klavierspielen. In den 1930er und  frühen 1940er Jahren war sie als Sängerin mit lokalen Bands in Birmingham aktiv. In den späten 1940er Jahren arbeitete sie mit Humphrey Lyttelton, mit dem sie auch aufnahm. Dann arbeitete sie mit den Christie Brothers Stompers und mit Chris Barber und tourte 1951 mit Graeme Bell in Europa (mit dem sie auch aufnahm). Erst 1952 zog sie nach London, wo sie wieder bei Lyttelton auftrat, bevor sie seit 1953 häufig mit der Dutch Swing College Band auf dem Kontinent arbeitete. Sie leitete auch kurzzeitig eine eigene Band und trat weiterhin mit Freddy Randall, Sandy Brown und Graham Stewart auf. 1961 war sie mit den Clyde Valley Stompers zu hören. Dann zog sie zurück in die Midlands, wo sie mit dem Trio von Johnny Ocken und Bands aus Birmingham auftrat, aber auch ein Restaurant leitete.

## Diskographische Hinweise
- Dutch Swing College Band: Jazz at the Concertgebouw Amsterdam, featuring Neva Raphaello (1958)

## Lexikalischer Eintrag
- John Chilton: Who's Who of British Jazz, Continuum International Publishing Group, London 2004; ISBN 0826472346